# Constant van Paesschen
Constant van Paesschen (né le 13 janvier 1994 à Uccle) est un cavalier de saut d'obstacles belge. 

## Biographie
Il naît le 13 janvier 1994 à Uccle. C'est sa famille, en particulier son père, qui a la plus grosse influence sur sa carrière sportive : Stany van Paesschen est en effet un cavalier de saut d'obstacles déjà titulaire de plusieurs médailles, et l'entraîneur de son fils. Il reçoit le soutien de la Ligue Équestre Wallonie Bruxelles à partir de ses 14 ans. Il suit une scolarité en école de commerce à Hal.
En 2014, alors qu'il a été sélectionné en deuxième réserve parmi l'équipe belge de saut d'obstacles aux Jeux équestres mondiaux de Caen, son père proteste devant le tribunal arbitral du sport, qui rend un verdict en sa faveur.
Il a subi plusieurs accidents. Il se blesse à l'épaule après une chute en janvier 2021, ce qui entraîne plusieurs semaines d'arrêt. Début 2023, il subit un nouvel accident lors duquel sa monture glisse et tombe sur lui ; il est de nouveau écarté du sport durant plusieurs semaines.

## Palmarès mondial
- Médaille d'argent par équipe et de bronze en individuel au championnat d'Europe enfants de 2006
- 2014 : 3e du grand prix LGCT d'Anvers, avec Citizenguard Toscan de Sainte Hermelle ;
- 2016 : 9e du championnat du monde jeunes chevaux de Lanaken avec Veneur d'Isigny[2] ;
- juin 2023 : vainqueur du Grand Prix Lorban TP du CSI3* de Maubeuge avec Diaz du Thot[5],[6] ;
- mars 2024 : vainqueur de l'épreuve de vitesse du CSI 3* de Gassin à 1,50 m, avec Kannavara[7] ;
- mai 2024 : vainqueur du CSI3* Cabourg Classic à 1,50 m, avec Karnak du Roset[8].

## Chevaux
Il a notamment monté Diamanthina van’t Ruytershof, avec laquelle il a participé à plusieurs Grands Prix 5 étoiles et au Morocco Royal Tour.